# Бегемот (мифология)
Бегемо́т, или Бегемо́ф — в христианской мифологии отрицательно окрашенное духовное существо, демон плотских желаний, в особенности — чревоугодия.

## Этимология
Слово бегемот происходит от слова во мн. ч. «бехэма» (ивр. בהמה‎ — «животные»). Изначально слово было использовано в Библии и описывало существовавшее на тот момент животное, которое Бог описывает перед праведником Иовом, Иов. 40:10—19 (см. Обыкновенный бегемот), которое не имело отрицательной окраски и не являлось мифическим духовным существом.
В церковнославянском переводе Библии вместо слова «бегемот» использовано слово «зверь»: «Но ѹбѡ сє, ѕвѣріє ѹ тебє, траву аки воловє ꙗдѧтъ» (Иов. 40:10).
Кроме книги Иова, Бегемот упоминается в Библии только в неканонической третьей книге Ездры: «Тогда Ты сохранил двух животных: одно называлось бегемотом, а другое левиафаном. И Ты отделил их друг от друга, потому что седьмая часть, где была собрана вода, не могла принять их вместе. Бегемоту Ты дал одну часть из земли, осушённой в третий день, да обитает в ней, в которой тысячи гор.» (3Езд. 6:49—51).

## Ранние упоминания

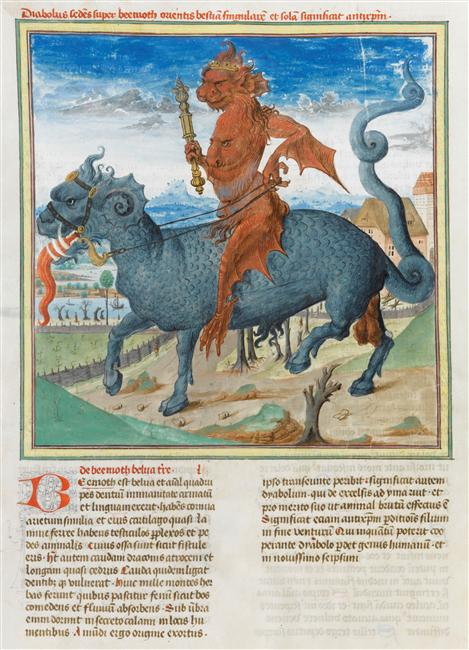
На средневековой миниатюре

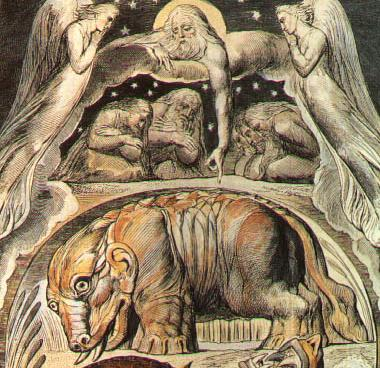
На картине Уильяма Блейка (1757—1827)

- По Пьеру де Ланкру (1553—1631), бегемот — демон, который может принимать формы любых крупных животных, а также кота, слона, собаки, и волка.
- Ж. Боден, Daemonomania, 1580, считал его адской параллелью египетского фараона, преследовавшего евреев.
- Г. Крамер, «Молот ведьм»: бегемот — демон, дающий людям «звериные наклонности».
- И. Вейер, De Praestigiis Daemonum, 1563. Он нападает на людей, используя «обольщение сладострастия, которое ощущается в области чресл и пупа». Он может даже сам принимать женский образ, чтобы ввести человека в соблазн. Бегемот также побуждает людей богохульствовать и сквернословить. При дворе Сатаны он занимает должность Главного Хранителя Кубка (И. Вейер), руководит пирами, а также является ночным сторожем Ада. Современные дьяволопоклонники почитают его как Великого Виночерпия. По средневековым свидетельствам, Бегемот — один из самых жестоких палачей Ада и грешники трепещут, ещё издали заслышав его трубу. Бегемот также известен своим пением. Он происходит из чина Престолов (отец Сюрен).
- На миниатюре из французского апокалипсиса XV века Бегемот изображён едущим на Левиафане; дополнительное лицо, которое он имеет на груди, объясняется легендой из средневековых бестиариев о том, что Бегемот произошёл от расы существ, обитавших в Индии, которые имели голову на груди, но не имели её на плечах.

## Упоминания в литературе
- Михаил Булгаков «Мастер и Маргарита» (1929—1940): Бегемот — кот-оборотень, любимый шут Воланда (Сатаны).
- Роберт Шекли «Битва» (1954): Бегемот — один из демонов, участвующих в последней эсхатологической битве («Астарот выкрикнул приказ, и Бегемот тяжело двинулся в атаку…»).
- Роберт Силверберг «Базилиус»: Бегемот — один из падших ангелов, воссозданных на компьютере («Они являются вместе: омерзительный Бегемот, дух хаоса и тьмы, и с ним — Левиафан, огромное чудовище морских пучин…»).
- Ник Перумов «Война Мага»: (В форме «бехимот»): «Дружина Дона на тяжелых бехимотах, одетых в пластинчатую костяную броню, медленно и неторопливо сотрёт с лица земли всё поселение…».
- Джеймс Крюс «Тим Талер, или Проданный смех»: «Он говорил о Вельзевуле, властителе ада, о демонах Форказе, Астароте и Бегемоте, о ведьмах и о чёрной магии, о знаменитом волшебнике докторе Фаусте, у которого одно время был слугой известный чёрт Мефистофель». Имя Бегемот также в романе носит директор Грандицци, один из приближённых барона Треча (Астарота).
- Мишель Турнье «Лесной царь» (1970): «Однако он хотел знать, кто такой Бегемот и почему Эфраим присвоил ему это странное имя. — Я назвал тебя так из-за твоей силы, Конь Израиля, — ответил Эфраим. — Однажды Господь отвечал Иову из бури и сказал так: Вот Бегемот, которого я создал, как и тебя…».
- Ярослав Ивашкевич «Мать Иоанна от ангелов» упоминается как один из восьми демонов, которыми одержима главная героиня.